# Рижское духовное училище
Ри́жское духо́вное учи́лище — начальное учебное заведение Рижской и Митавской епархии, действовавшее в Риге.

## История
1 сентября 1847 года по указу Святейшего Синода в Риге было открыто Рижское латышско-эстонское духовное училище.
Училище находилось в ведении Учебного комитета при Святейшем Синоде и правления Рижской епархии. Являлось четырёхгодичным низшим духовным учебным заведением для обучения детей священнослужителей, а также латышей и эстонцев, выходцев из крестьянских слоёв. По учебной программе соответствовало трём младшим классам классической гимназии.
На основе первого выпуска духовного училища, 1 октября 1851 года была открыта Рижская духовная семинария.
После 1918 года здание духовного училища было передано военному училищу.
В настоящее время в здании расположен Рижский дворец школьников (латыш. Rīgas Skolēnu pils, современный адрес: ул. Кришьяня Барона, 99).

## Смотрители
- священник В. Г. Назаревский (1846 — ?)
- Михаил Иванович Кунинский
- Адриан Иванович Рупперт
- Сергий (Васильков) (3 октября 1906 — 25 января 1908)